# Loral O'Hara
Pour les articles homonymes, voir O'Hara.
Loral O'Hara, née le 3 mai 1983 à Houston au Texas, est une ingénieure et astronaute américaine. Après une formation en ingénierie aéronautique et astronautique, elle travaille en tant qu'ingénieure pour l'Institut océanographique de Woods Hole et participe à des expéditions de recherche à bord de sous-marins. 
En 2017 elle est sélectionnée par la NASA en tant que membre du groupe d'astronautes 22. Après une formation de deux ans, elle est affectée en 2020 directrice des opérations du bureau des astronautes à la Cité des étoiles près de Moscou pour une durée d'un an.
D'abord assignée à la mission Soyouz MS-23, elle est finalement réaffectée au vol Soyouz MS-24 en raison du dysfonctionnement de Soyouz MS-22. Elle s'envole finalement le 15 septembre 2023 depuis le cosmodrome de Baïkonour au Kazakhstan pour sa première mission à bord de la Station spatiale internationale.

## Formation
Loral Ashley O'Hara naît le 3 mai 1983 à Houston au Texas de Cindy et Steve O'Hara. Elle grandit à Sugar Land, au Texas où elle fréquente le Lycée Clements (en). Elle obtient ensuite un diplôme de baccalauréat universitaire ès sciences en ingénierie aérospatiale à l'université du Kansas à Lawrence en 2005, puis une maîtrise ès sciences en ingénierie aéronautique et astronautique à l'université Purdue à West Lafayette en 2009. Pendant ses études O'Hara est stagiaire au Jet Propulsion Laboratory de la NASA en 2003, et participe au programme NASA Academy (en) au Centre de vol spatial Goddard en 2004, puis à un programme de vol en apesanteur réduite de la NASA pour les étudiants à bord de Boeing KC-135.

## Carrière professionnelle
Pendant ses études de 2007 à 2009, O'Hara travaille pour la startup Rocketplane Limited, Inc. (en), à Oklahoma City dans l'Oklahoma, en tant qu'ingénieur de projet sur le développement d'un engin spatial suborbital. En 2009, elle rejoint l'Institut océanographique de Woods Hole pour 8 ans, jusqu'à sa sélection par la NASA. Elle y travaille sur le développement et les opérations de sous-marins de recherche tels que le véhicule habité Alvin et l'engin téléguidé Jason. Elle participe également à onze plongées en sous-marin en tant que technicienne mécanique et sur la compilation de données.

## Astronautes
En juin 2017, elle a été sélectionnée en tant que candidate astronaute et a commencé sa formation en août,. Le 10 janvier 2020, elle a obtenu son diplôme du programme de candidat astronaute de la NASA et fait désormais partie du corps des astronautes, ce qui la rend éligible pour les vols spatiaux.
Le 15 juillet 2022, la NASA annonce qu'elle voyagera à bord de Soyouz MS-23, dans le cadre de l'expédition 68. Cependant, à la suite des problèmes en orbite du vaisseau spatial Soyouz MS-22 qui ont nécessité la réaffectation de Soyouz MS-23, l'équipage d'O'Hara est transféré vers Soyouz MS-24 qui est lancé le 15 septembre 2023 vers l'ISS où O'Hara participe aux expéditions 69 et 70.

## Centres d'intérêt
O'Hara est pilote privée, technicienne médicale d'urgence certifiée et secouriste en milieu sauvage. Elle aime voyager, faire du rafting en eaux vives, surfer, plonger, voler, naviguer, skier, faire de la randonnée, de la spéléologie, lire et peindre.

## Distinctions
- National Science Foundation Graduate Research Fellowship (2008)[1]